# 明智传鬼
明智传鬼（日语：明智 伝鬼，1940年9月11日—2005年7月17日），是一名绳师，出生于日本东京都。从1970年代开始进行活动，包括从事AV和SM展览相关的工作。